# Hungarian Open 2019
Hungarian Open 2019 byl tenisový turnaj pořádaný jako součást mužského okruhu ATP World Tour, který se odehrával v areálu Sportovního a společenského centra Sport 11 na otevřených antukových dvorcích. Probíhal mezi 22. až 28. dubnem 2019 v maďarské metropoli Budapešti jako třetí ročník turnaje.
Turnaj s rozpočtem 586 140 eur patřil do kategorie ATP Tour 250. Nejvýše nasazeným hráčem ve dvouhře se stal jedenáctý tenista světa Marin Čilić z Chorvatska, jehož ve druhém kole vyřadil Pablo Cuevas. Jako poslední přímý účastník do hlavní singlové soutěže nastoupil 85. hráč žebříčku Němec Peter Gojowczyk.
Druhý titul na okruhu ATP Tour získal 23letý Ital Matteo Berrettini. Poprvé se tak posunul do elitní světové čtyřicítky, když mu v následném vydání žebříčku patřilo 37. místo. Druhou společnou trofej na túře ATP ve čtyřhře vybojovala britská sourozenecká dvojice Ken a Neal Skupští.

## Rozdělení bodů
| Soutěž  | vítězové | finalisté | semifinalisté | čtvrtfinalisté | 16 v kole | 32 v kole | Q  | Q2 | Q1 |
| ------- | -------- | --------- | ------------- | -------------- | --------- | --------- | -- | -- | -- |
| dvouhra | 250      | 150       | 90            | 45             | 20        | 0         | 12 | 6  | 0  |
| čtyřhra | 250      | 150       | 90            | 45             | 0         | —         | —  | —  | —  |

### Finanční odměny
| Soutěž                              | vítězové | finalisté | semifinalisté | čtvrtfinalisté | 16 v kole | 32 v kole | Q2     | Q1     |
| ----------------------------------- | -------- | --------- | ------------- | -------------- | --------- | --------- | ------ | ------ |
| dvouhra                             | €90 390  | €48 870   | €26 990       | €15 335        | €8 815    | €5 285    | €2 555 | €1 280 |
| čtyřhra                             | €29 650  | €16 200   | €8 240        | €4 710         | €2 760    | —         | —      | —      |
| částka ve čtyřhře je uvedena na pár |          |           |               |                |           |           |        |        |

## Mužská dvouhra

### Nasazení
| Stát                          | Hráč                | ATP | Nasazení |
| ----------------------------- | ------------------- | --- | -------- |
| Chorvatsko                    | Marin Čilić         | 11. | 1.       |
| Chorvatsko                    | Borna Ćorić         | 13. | 2.       |
| Itálie                        | Marco Cecchinato    | 16. | 3.       |
| Gruzie                        | Nikoloz Basilašvili | 17. | 4.       |
| Srbsko                        | Laslo Djere         | 32. | 5.       |
| Austrálie                     | John Millman        | 39. | 6.       |
| Kazachstán                    | Michail Kukuškin    | 42. | 7.       |
| Moldavsko                     | Radu Albot          | 45. | 8.       |
| Žebříček ATP k 15. dubnu 2019 |                     |     |          |

### Jiné formy účasti
Následující hráči obdrželi divokou kartu do hlavní soutěže:
- Attila Balázs
- Marin Čilić
- Máté Valkusz

Následující hráči postoupili z kvalifikace:
- Lloyd Harris
- Miomir Kecmanović
- Filip Krajinović
- Yannick Maden

Následující hráči postoupili z kvalifikace jako tzv. šťastní poražení:
- Matthias Bachinger
- Jegor Gerasimov
- Jannik Sinner
- Serhij Stachovskyj

### Odhlášení
- Marco Cecchinato → nahradil jej  Matthias Bachinger
- Damir Džumhur → nahradil jej  Jegor Gerasimov
- Dušan Lajović → nahradil jej  Jannik Sinner
- Adrian Mannarino → nahradil jej  Serhij Stachovskyj

## Mužská čtyřhra

### Nasazení
| Stát                                                                     | Hráč              | Stát               | Hráč             | ATP | Nasazení |
| ------------------------------------------------------------------------ | ----------------- | ------------------ | ---------------- | --- | -------- |
| Indie                                                                    | Rohan Bopanna     | Spojené království | Dominic Inglot   | 61. | 1.       |
| Mexiko                                                                   | Santiago González | Nizozemsko         | Matwé Middelkoop | 84. | 2.       |
| Spojené království                                                       | Ken Skupski       | Spojené království | Neal Skupski     | 89. | 3.       |
| Nizozemsko                                                               | Robin Haase       | Dánsko             | Frederik Nielsen | 91. | 4.       |
| Žebříček ATP k 15. dubnu 2019; číslo je součtem umístění obou členů páru |                   |                    |                  |     |          |

### Jiné formy účasti
Následující páry obdržely divokou kartu do hlavní soutěže:
- Gábor Borsos /  Péter Nagy
- Máté Valkusz /  Nenad Zimonjić

Následující páry nastoupily do čtyřhry z pozice náhradníka:
- Andre Begemann /  Ernests Gulbis
- Thomas Fabbiano /  John Millman

### Odhlášení
- Marco Cecchinato
- Dušan Lajović

## Přehled finále

### Mužská dvouhra
- Matteo Berrettini vs.  Filip Krajinović, 4–6, 6–3, 6–1

### Mužská čtyřhra
- Ken Skupski /  Neal Skupski vs.  Marcus Daniell /  Wesley Koolhof, 6–3, 6–4.